# Bruised and Bloodied
«Bruised and Bloodied» es una canción de la banda sudafricana de metal alternativo Seether. Fue lanzado el 20 de julio de 2020 como el segundo sencillo de su octavo álbum de estudio Si Vis Pacem, Para Bellum (2020). La canción alcanzó el puesto número uno en la lista Billboard Mainstream Rock Songs en 2021.

## Antecedentes
La canción se lanzó originalmente como canción promocional en julio de 2020, antes del lanzamiento del octavo álbum de estudio de la banda Si Vis Pacem, Para Bellum. Más tarde se lanzó como el segundo sencillo de su álbum Si Vis Pacem, Para Bellum. En mayo de 2021, la canción encabezó la lista Billboard Mainstream Rock Songs, el segundo sencillo consecutivo en hacerlo, después de su sencillo anterior, "Dangerous". "Bruised and Bloodied" luego encabezó la lista también por segunda semana no consecutiva.
La banda lanzó un video musical en enero de 2021; la grabación del video fue catártica para la banda, ya que era la primera vez que estaban juntos en la misma habitación con sus instrumentos durante mucho tiempo debido a la pandemia de COVID-19. La banda también grabó y lanzó una versión acústica de la canción en abril de 2021.

## Composición y temas
Tanto el líder Shaun Morgan como las publicaciones musicales señalaron que la canción combinaba letras oscuras y furiosas con un sonido más animado. Wall of Sound describió la canción como "con ese toque crudo de rock grunge que todos identificamos con el rock de los 90", pero con "un poco de ritmo de rock n roll... que te hace querer enfurecerte en medio de la tristeza y la fatalidad que reinan en el mundo en este momento".

## Posicionamiento en lista
| Lista (2020–2021)           | Posición |
| --------------------------- | -------- |
| Canadá (Canada Rock)        | 34       |
| República Checa Rock (IFPI) | 14       |